# Экваториум

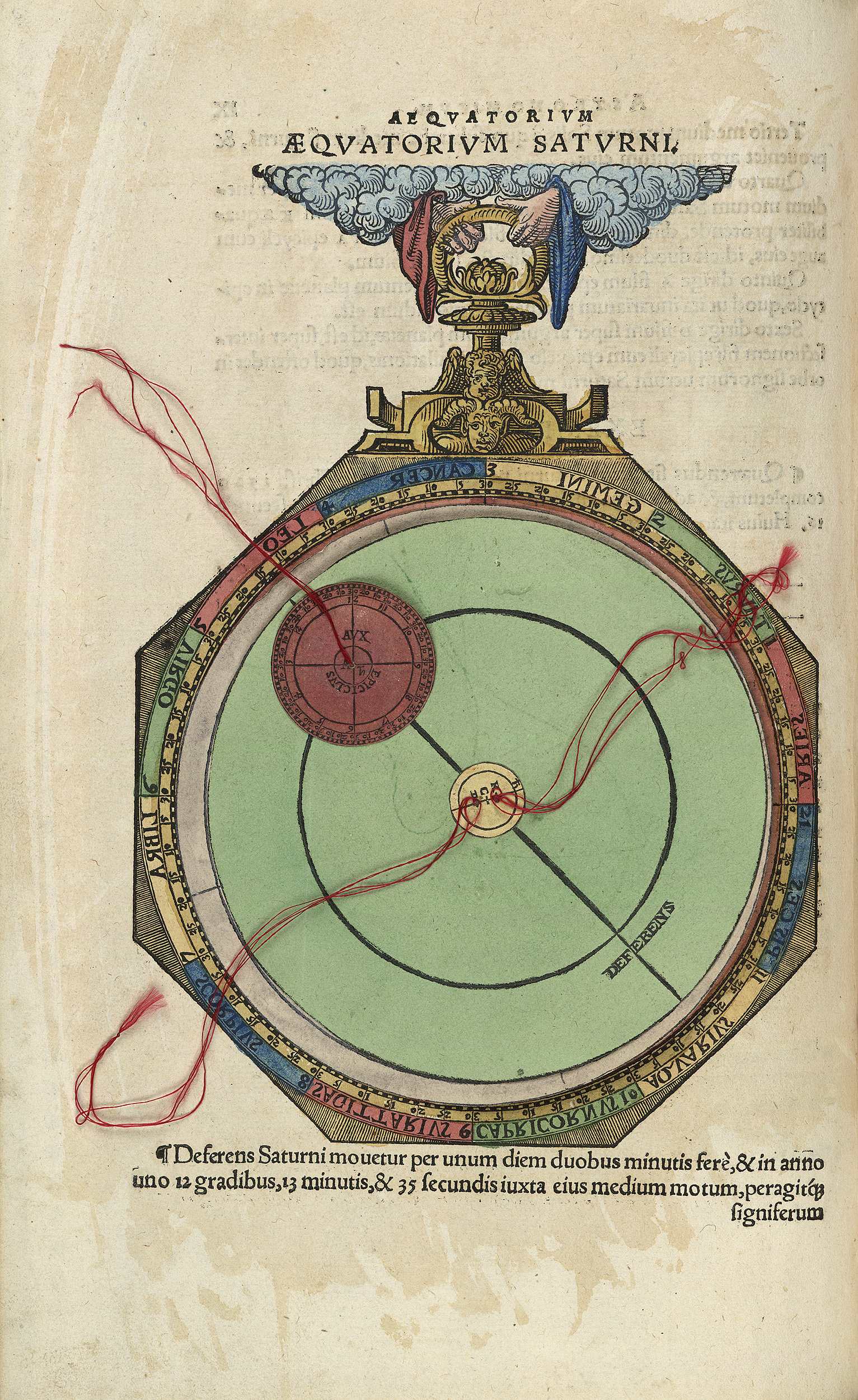
Эквиториум (Иоганн Шёнер)

Экваториум, эквиториум (equatorium, множественное число equatoria) — астрономический вычислительный прибор. Использовался для определения положения Луны, Солнца и других небесных объектов без вычислений (используя геометрическую модель). Название происходит от латинского слова aequātiōn, что означает «равнять»; исходным назначением прибора было вычислять «уравнение» светила, то есть «равнять» истинное положение светила на небе и его среднее положение, определяемое как положение, которое оно занимало бы, если бы двигалось равномерно.
Принципы его построения описаны арабским математиком Абу-с-Салтом. Построен впервые арабским математиком аз-Заркали в XI веке.
Ричард Уоллингфордский (Richard of Wallingford) (1292—1336) построил экваториум «Альбион», который использовался для вычисления лунных, солнечных и планетарных долгот и предсказания затмений. Последняя предусмотренная в нём дата соответствует 1999 году. «В то время подобный срок, по-видимому, казался вечностью», — считает куратор музея в Ливерпуле в Северо-Западной Англии Мартин Саджетт.

## Принцип работы экваториума

Математическая модель работы экваториума